# بخش مورگان (شهرستان سیوتو، اوهایو)
بخش مورگان (به انگلیسی: Morgan Township) یک منطقهٔ مسکونی در ایالات متحده آمریکا است که در شهرستان سیوتو، اوهایو واقع شده‌است.
 بخش مورگان ۷۸٫۱ کیلومتر مربع مساحت و ۲٬۵۲۰ نفر جمعیت دارد و ۱۹۴ متر بالاتر از سطح دریا واقع شده‌است.